# Едуард Ръдърфърд
Франсис Едуард Уинтъл (на английски: Francis Edward Wintle) е английски писател на произведения в жанра епичен исторически роман. Пише под псевдонима Едуард Ръдърфърд (Edward Rutherfurd).

## Биография и творчество
Франсис Едуард Уинтъл е роден през 1948 г. в Солсбъри, Англия. Следва в Кеймбриджкия университет и в бизнес училището към Станфордския университет, където печели стипендия „Слоун“. След дипломирането си работи в областта на политическите изследвания, книжарството и издателската дейност. През 1983 г. напуска търговията с книги и се връща в Солсбъри, където пише първия си роман.
Първият му исторически роман „Сарум“ е издаден през 1987 г. Историята в него се развива в продължение на десет хиляди години в района около древния мегалитен паметник Стоунхендж и Солсбъри. Книгата става международен бестселър.
Следват още негови исторически романи, включително и поредицата „Дъблинска сага“, която обхваща историята на Ирландия от времето точно преди Свети Патрик до двадесети век. Произведенията на писателя влизат в списъците на бестселърите. Те са преведени на 20 езика и са издадени в над 15 милиона екземпляра по света. Романът му „Ню Йорк“ печели през 2009 г. наградата „Лангум“ за американска историческа литература и получава медала „Вашингтон Ървинг“ за литературни постижения от Обществото на Свети Никола в град Ню Йорк през 2011 г. През 2015 г. е удостоен с Международната почетна награда за исторически роман на град Сарагоса „за работата му в областта на историческия роман“.
Романите му обикновено са с дължина най-малко 500 страници, а понякога и повече от 1000. Разделена на няколко части, всяка глава представя различна епоха на мястото, където се развива действието на романа. Обикновено има обширно родословно дърво във въведението, като всяка генерационна линия съответства на съответните глави. </ref> Интересът му към историята му помага да придобие представа за материала, с който работи и му позволява да вложи чувство за реализъм и точност в разказите и героите.
Той е доживотен член на Приятелите на катедралата в Солсбъри, на Гражданското общество в Солсбъри и на Приятелите на Чотън Хаус, къщата която се намира в селото на Джейн Остин и е посветена на изучаването на жените писателки. Той също така е патрон на Националния театър на Ирландия в Дъблин. През 2005 г. град Солсбъри отпразнува заслугите му за града, като наименува една от улиците – ‘Rutherfurd Walk’, водещи до средновековния пазар на града.
Франсис Едуард Уинтъл живее със семейството си в Дъблин.

## Произведения

### Самостоятелни романи
- Sarum (1987)[1][2][3][4][5]
- Russka (1991)
- London (1997)
Лондон – т.1, изд.: ИК „Еднорог“, София (2023), прев. Боряна Джанабетска
Лондон – т.2, изд.: ИК „Еднорог“, София (2023), прев. Златка Миронова
- The Forest (2000)
- New York (2009)
- Paris (2013)
Париж – т.1, изд.: ИК „Еднорог“, София (2023), прев. Мариана Димитрова
Париж – т.2, изд.: ИК „Еднорог“, София (2023), прев. Мариана Димитрова
- China (2021)

### Поредица „Дъблинска сага“ (The Dublin Saga)
1. Dublin (2004)[1][2][3]
2. The Rebels of Ireland (2005)